# Peter Tabichi
Peter Mokaya Tabichi (né en 1982) est un professeur de sciences kenyan et frère franciscain qui enseigne à l'école secondaire mixte Keriko à Pwani, dans le comté de Nakuru. Il est le lauréat du Prix mondial de l'enseignement 2019. Tabichi est classé parmi les 100 Africains les plus influents par New African en 2019.

## Enfance et formation
Tabichi est né dans la campagne du Kenya. Il déclare qu'il a été inspiré par sa famille pour devenir enseignant. « J'admirais l'impact qu'ils avaient dans la société et je voulais améliorer leur scénario ». Il commence sa carrière d'enseignant dans une école privée.

## Carrière
Tabichi est un frère franciscain. Il rejoint l'école secondaire mixte Keriko en 2016, où il enseigne les mathématiques et la physique. L'école est située dans un village semi-aride de la province de la Vallée du Rift, une région touchée par la famine et la sécheresse,. Tabichi donne 80 % de son salaire pour soutenir les élèves du village de Pwani. La population scolaire est composée de sept tribus différentes, avec environ 95 % des élèves vivant dans la pauvreté et un tiers vivant avec un seul parent. L'école secondaire mixte de Keriko ne dispose que d'un seul ordinateur, d'un accès intermittent à Internet et d'un ratio élèves/enseignant de 58 : 1 ,,. Tabichi lance le Talent Nurturing Club, qui améliore considérablement la fréquentation. Il crée également un club de la paix, réunissant des représentants impliqués dans des violences. Il s'engage auprès des communautés locales; enseigner aux résidents comment cultiver des cultures capables de résister à la famine. Tabichi et ses étudiants travaillent sur les énergies renouvelables et les appareils pouvant aider les personnes handicapées. Sous l'influence de Tabichi, ses étudiants atteignent la finale du International Science and Engineering Fair et remportent un prix de la Royal Society of Chemistry,,. En quelques années seulement, Tabichi double le nombre d’étudiants fréquentant l’université. 

## Prix et distinctions
En 2019, Tabichi est lauréat du prix mondial de l'enseignement (Global Teacher Prize) doté d'un million de dollars,,,,. Le prix reçoit plus de 10 000 nominations. Tabichi voyage pour la première fois en avion pour récupérer le prix à Dubaï. Le prix lui est remis par Hugh Jackman et il est félicité par Uhuru Kenyatta : 
« Peter – votre histoire est l'histoire de l'Afrique ; un jeune continent regorgeant de talents. Vos élèves ont montré qu'ils peuvent rivaliser avec les meilleurs au monde dans les domaines de la science, de la technologie et de tous les domaines de l'activité humaine ». 
En recevant le prix, Tabichi déclare : « L'Afrique produira des scientifiques, des ingénieurs, des entrepreneurs dont les noms seront un jour célèbres aux quatre coins du monde. Et les filles joueront un rôle important dans cette histoire ».
En avril 2019, Tabichi est nommé Champion pour les enfants dans les conflits et les crises. Tabichi est classé parmi les 100 Africains les plus influents par New African (en) en 2019. il est l'un des deux kényans avec Adelle Onyango lors des Africa Youth Awards en 2019.
En 2019 toujours, Peter Tabichi est lauréat du Prix WISE pour l'éducation.
En 2020, il reçoit le prix Ahimsa (en) de l'Institut de Jainologie.